# 北京理工大学附属中学
北京理工大学附属中学，简称理工大附中、北理工附中。曾用简称京工附中，旧称北京工业学院附中。
北京理工大学附属中学本部位于北京市海淀区南长河畔，占地65亩。分校区包括理工附中小学部、理工大学附属小学、理工附中南校区、理工附中东校区、理工附中通州校区，及筹建中的理工附中良乡高教园校区等。北京理工大学附属中学建校于1950年，学校的前身是工农速成中学，后改为北京工业学院预科，最终成为北京工业学院附属高中。1980年，北京工业学院附中被认定为海淀区的重点中学。1988年，北京工业学院更名为北京理工大学，北京工业学院附中也随之更名为北京理工大学附中。2003年，学校成为北京市高中示范校。此校是著名媒体人杨澜的母校，著名摇滚歌手崔健亦曾在此校就读。

## 学校历史
1950年12月14日北京理工大学附中前身，北京市工农速成中学开学，学校主要任务是为新中国“培养工农成为近代科学技术的高级干部”。
1950年－1952年初，学校校址为宣武门内魏英胡同39号。
1952年春天，教育部决定将学校改名为北京工业学院工农速成中学，并将其附设于北京工业学院，直接在大学的领导和帮助下发展。在这一时期主要面向工厂招收学生。
1952年春－1953年秋，校址为海淀区甘家口。
1953年秋－1955年7月，校址为海淀区小南庄。
1955年暑期迁入海淀区车道沟，即现本校校址。
1956年，北京理工大学附属中学通州校区建立，校区位于北京通州区宋庄镇徐辛庄西北环路中段，毗邻宋庄镇画家村和大运河，是北京市政府指定海淀区教委选派到“北京行政副中心”办学的一所北京市示范高中学校。
1958年秋季，为满足当时国家建设的需要，校名更改为北京工业学院预科，简称京工预科，实行双轨制办学体制。一部分作为大学预科，直接招收成人，培训后多数都上了工业学院；另一部分招收高中学生。
1962年，学校完成了国家的成人预科教育任务后，更名为北京工业学院附属中学，简称京工附中，完全招收高中生。
1980年，学校被海淀区政府确定为区属重点中学。
1990年学校随大学的更名该为北京理工大学附属中学。
2004年评为北京市示范高中。

## 历任校领导
| 姓名   | 实际职务   | 任期          |
| ------ | ---------- | ------------- |
| 王左青 | 校长、书记 | 1950年-1953年 |
| 李世濂 | 书记       | 1952年-1953年 |
| 郑干   | 校长       | 1953年-1954年 |
| 王达   | 校长、书记 | 1955年-1959年 |
| 彭鸿渲 | 校长       | 1959年-1963年 |
| 任长明 | 书记       | 1959年-1968年 |
| 张渝玲 | 代校长     | 1963年-1968年 |
| 那沛   | 校长、书记 | 1969年-1984年 |
| 王杏村 | 校长、书记 | 1989年-1991年 |
| 韩述章 | 校长、书记 | 1992年-1996年 |
| 刘学明 | 书记       | 1992年-1996年 |
| 皇甫新 | 校长       | 1997年-2004年 |
| 郝玉安 | 书记       | 1997年-2004年 |
| 曲艳霞 | 书记兼校长 | 2004年-2011年 |
| 陆云泉 | 书记兼校长 | 2011年-2015年 |
| 任志瑜 | 校长       | 2015年-2023年 |
| 毛强   | 书记兼校长 | 2023年-2025年 |
| 王海霞 | 校长       | 2025年-       |

## 师资水平
截至2025年5月:
| 全国模范教师                 | 2人   |
| 特级教师                     | 17人  |
| 正高级教师                   | 19人  |
| 北京市骨干教师               | 21人  |
| 北京市骨干班主任             | 4人   |
| 海淀区学科带头人             | 82人  |
| 海淀区骨干教师               | 68人  |
| 区级以上学科带头人、骨干教师 | 171人 |
| 博士、博士后教师             | 16人  |

## 校区概况

### 教育集团
截至2025年，北京理工大学附属中学教育集团已发展成“一校八址”，集高中、初中、小学于一体的“十二年一贯制”教育集团。

### 东校区

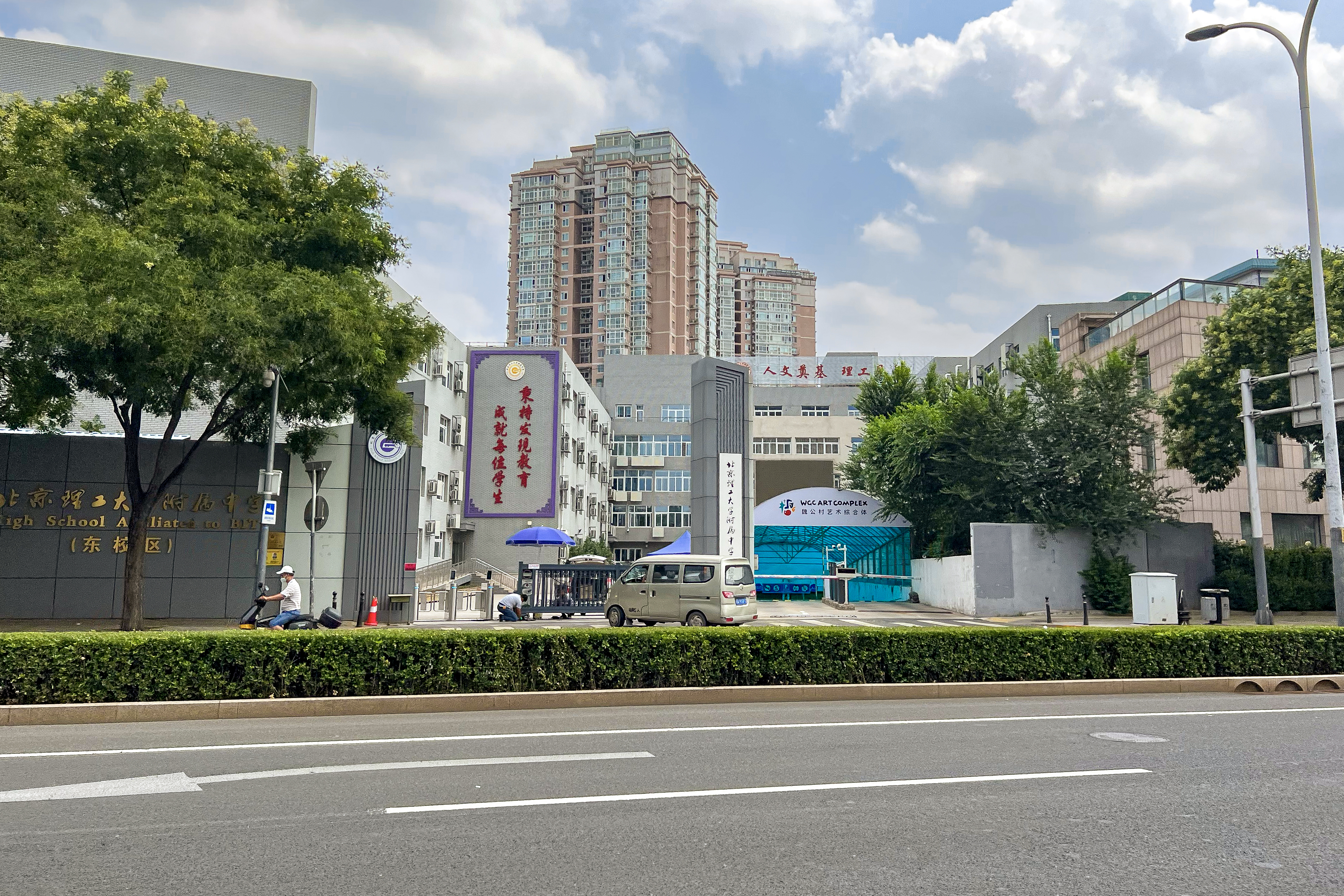
东校区

理工附中东校区位于海淀区西三环北路20号。

### 南校区

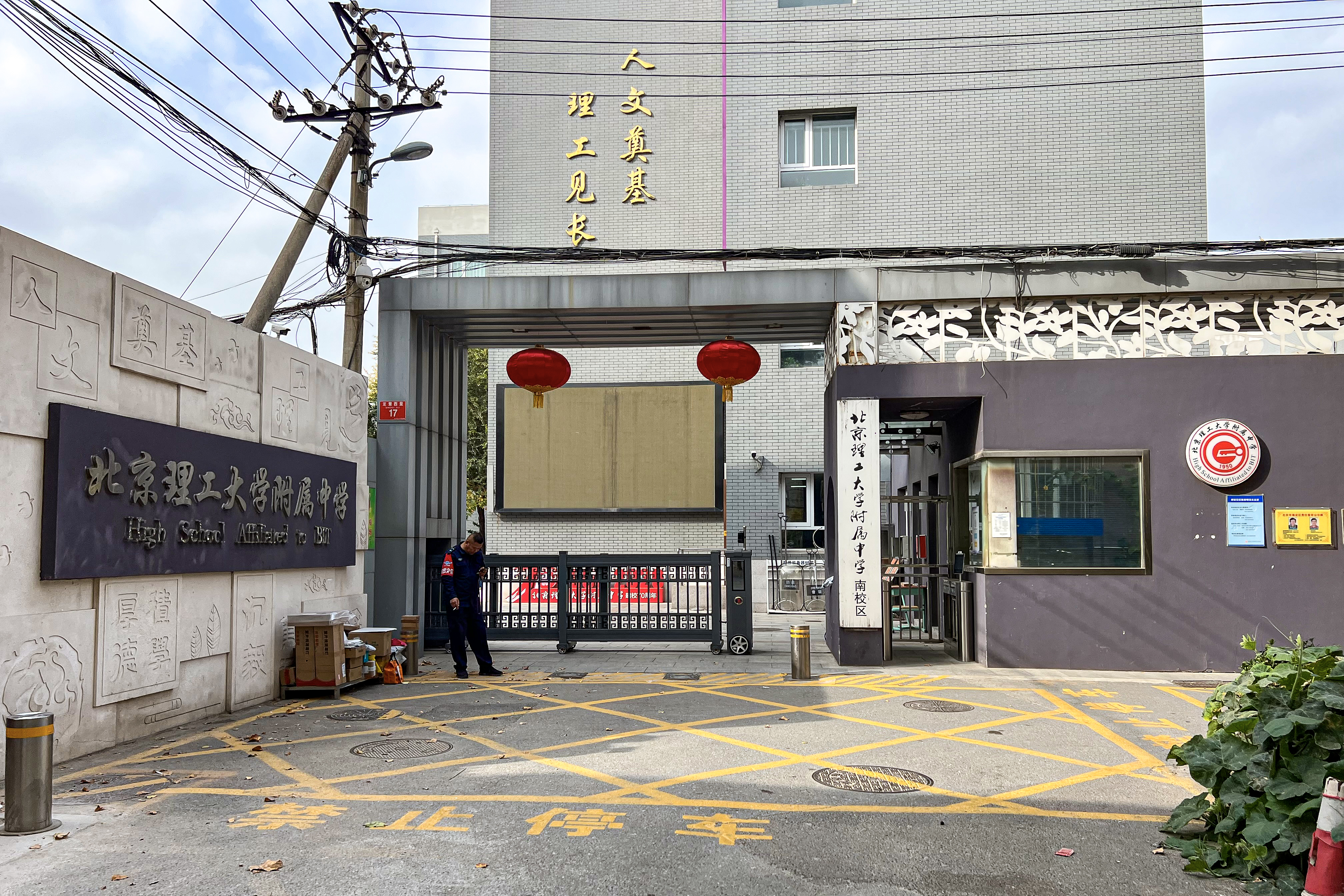
南校区（原六一中学）

理工附中南校区位于海淀区定慧西里17号，原为六一中学，2016年1月并入理工附中。

### 通州校区
北京理工大学附属中学通州校区位于通州区宋庄镇徐辛庄村，校区包括初中部、高中部和国际部，占地超百亩，有4栋学生公寓，3个食堂。体育设施有塑胶操场、足球场、篮球场和网球场等。

### 分校区
北京理工大学附属中学分校区原为理工附中初中部，2001年起改为民办学校，2022年又转为公立学校。北京理工大学附属中学分校区位于北京市海淀区紫竹院南路11号。

## 著名校友
- 杨澜
- 崔健
- 刘云浩
- 王辰